# 輻板軸孔珊瑚
輻板軸孔珊瑚（学名：Acropora cytherea）为軸孔珊瑚科軸孔珊瑚屬下的一个种。